# 6 Большой Медведицы
6 Большой Медведицы (лат. 6 Ursae Majoris), HD 75958 — двойная звезда в созвездии Большой Медведицы на расстоянии приблизительно 319 световых лет (около 98 парсеков) от Солнца. Видимая звёздная величина звезды — +5,56m.

## Характеристики
Первый компонент — жёлтый гигант спектрального класса G7IIIb. Радиус — около 8,64 солнечных, светимость — около 56,39 солнечных. Эффективная температура — около 5048 К.